# Article 93 de la Constitution belge
L'article 93 de la Constitution belge fait partie du titre III Des pouvoirs. Il prévoit le cas où le Roi se trouverait dans l'impossibilité de régner. Il date du 7 février 1831 et était à l'origine – sous l'ancienne numérotation – l'article 82. Il n'a jamais été révisé.
Le mécanisme, qui n'a été utilisé que deux fois dans l'histoire du pays, ne l'a pas été sans créer ensuite des difficultés pour le pays et la légitimité de l'institution royale.

## Texte
« Si le Roi se trouve dans l'impossibilité de régner, les ministres, après avoir fait constater cette impossibilité, convoquent immédiatement les Chambres. Il est pourvu à la tutelle et à la régence par les Chambres réunies. »

## Histoire
Cette disposition est inspirée du déclin de santé du roi George III à la fin de son règne,. Elle est rédigée peu de temps après sa mort et ne visait à l'origine que le cas où le Roi serait frappé de la folie. Le but est de régler la question de la continuité du pouvoir royal sans devoir prendre de loi ad hoc lorsqu'un cas se produit.
Il n'a pourtant jamais été appliqué que pour une impossibilité physique et politique de régner de Léopold III et une impossibilité morale de Baudouin.

## Utilisation

### Léopold III
Le 28 mai 1940 pendant la Seconde Guerre mondiale, l'armée belge capitule face à l'Allemagne nazie. Léopold III, qui, en application de l'article 167 de la Constitution, commandait les armées, refuse de quitter le territoire et tombe entre les mains de l'envahisseur. Le Premier ministre Hubert Pierlot annonce le jour même à la radio, depuis Paris concernant le Roi : « Dès lors, il n'est plus en situation de gouverner, car de toute évidence la fonction de chef de l'Etat ne peut être exercée sous le contrôle de l'étranger. [...] Dans ce cas, il y a lieu à réunion des Chambres. Dans l'intervalle, les pouvoirs constitutionnels du Roi sont exercés, au nom du peuple belge, par les ministres réunis en Conseil et sous leur responsabilité. ».
Outre que c'est la première fois dans l'histoire constitutionnelle de la Belgique que cette disposition est appliquée, la décision du gouvernement n'était pas évidente pour deux raisons. D'une part, l'article 93 avait été rédigé dans l'optique où le souverain serait frappé de démence ou serait dans l'incapacité mentale de remplir ses fonctions. La situation est toute différente ici. Le gouvernement constate en conséquence lui-même l'impossibilité, il ne la fait pas constater par un médecin comme le suggère le texte. D'autre part, vu que les Chambres ne peuvent être convoquées et qu'un régent ne peut être désigné comme le prévoit la loi fondamentale, le gouvernement exerce lui-même les prérogatives du Roi. Pour ce faire, il invoque le principe non-écrit de la « continuité du pouvoir [lequel] fait opérer une certaine compensation entre les organes essentiels de l'État lorsque l'un de ceux-ci est défaillant » et applique l'article 90 de la Constitution par analogie.
La Cour de cassation a validé cette application inédite de l'article 93.
À la Libération, les Chambres peuvent enfin être convoquées. Léopold III étant toujours captif des Allemands, le gouvernement leur propose de confier la régence au prince Charles, ce qu'elles acceptent. Charles prête le serment constitutionnel le 20 septembre 1944.
L'opposition au retour du Roi lors de l'épisode de la question royale retient les chambres de voter la fin de l'impossibilité jusqu'au 20 juillet 1950. Cela a fini par provoquer l'abdication de Léopold III en faveur de son fils Baudouin.

### Baudouin
Le 29 mars 1990, la Chambre des représentants approuve la proposition de loi dépénalisant l'interruption volontaire de grossesse. Le lendemain, le roi Baudouin évoque au Premier ministre Wilfried Martens un grave problème de conscience l'empêchant de sanctionner cette loi, tout en soulignant « qu'il ne serait pas acceptable que par ma décision, je bloque le fonctionnement de nos institutions démocratiques ». Il invite le Gouvernement et le Parlement à trouver une solution juridique qui concilie le droit du Roi de ne pas être forcé d'agir contre sa conscience et la nécessité du bon fonctionnement de la démocratie parlementaire. Wilfried Martens propose quatre jours plus tard que les ministres constatent l'impossibilité de régner du roi due au fait que le roi estime qu'il lui est impossible de signer le projet de loi, ce que le roi accepte. Le 3 avril 1990, les ministres constatent l'impossibilité de régner puis sanctionnent et promulguent la loi. Le 5 avril 1990, les Chambres réunies s'assemblent et constatent, à l'unanimité, la fin de l'impossibilité de régner. 
Le problème qui s'est posé en l'occurrence tient surtout dans la façon dont le mécanisme a été déclenché : ici c'est le roi lui-même qui l'a invoquée, et les Chambres elles-mêmes qui l'ont constatée.

## Interprétation
Le texte ne précise pas ce que veut dire « impossibilité de régner ». Pour le juriste Christian Behrendt, le Congrès national à l'origine de la loi voulait entendre l'hypothèse d'un roi atteint par une maladie physique ou mentale et qui serait donc incapable d'exercer ses fonctions, « d'où la précision selon laquelle
les ministres réunis en conseil font constater l’impossibilité ».
Mais à partir de 1919, plusieurs auteurs évoquent que cet article serait également applicable lorsque le roi serait « aux mains » d'un ennemi.